# Стренчі
Стренчі (латис. Strenci, нім. Stackeln) — місто на північному сході Латвії, в історичній області Відземе.

## Назва
- Стренчі (латис. Strenči;  вимова)
- Штакельн (нім. Stackeln)

## Географія
Місто розташоване на правом березі річки Гауя, у її верхньому плині. З півночі й заходу місто оточують багаті торфом болота. У місті є ліспромгосп. Через місто проходить залізнична лінія й шосе Рига — Валка. Площа міста 5,5 км².
Відстань по прямій до станції Седа — 3 км, до кордону з республікою Естонія 25 км..

## Історія
До реформи 1 липня 2009 року входив до складу Валкського району Латвійської РСР (до 1991) потім республіки Латвія з райцентром у місті Валка. Після 1 липня 2009 року Стренчі самі стали центром Стренчського краю.

## Населення
- 2000: 1 640 чол, з них 1 352 латиші (82,4 %), 192 росіяни (11,7 %), інші (поляки, білоруси) 96 чоловік.